# بروتين غشائي مدمج

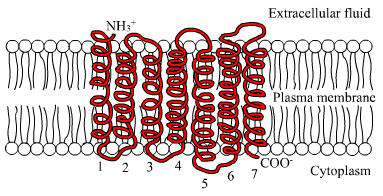

البروتينات الغشائية المدمجة Integral Membrane Protein أو (ب. غ.م) IMP هي مجموعة بروتينات أو تجمعات بروتينية في أغلب الأحيان تمتد ضمن الغشاء الحيوي وتندمج معه (بشكل خاص الغشاء البلازمي) أو على أقل تقدير تكون منغمسة بشكل كاف ضمن الغشاء بحيث تبقى ضمنه خلال المراحل الأولى من أي تنقية بيوكيميائية (بخلاف بروتين غشائي محيطي peripheral membrane protein).
تقوم الخلايا بتجمبع البروتينات الغشائية المدمجة ضمن الشبكة السيتوبلاسمية الداخلية endoplasmic reticulum بشكل خاص. يقوم تسلسل إشاري قصير عند النهاية-ن N-terminus بلعب دور علامة للبروتين على أنه مصمم للاندماج في الغشاء.
البروتينات المدمجة نادرا ما تستطيع النفوذ بحرية ضمن الغشاء لكنها معظمها يتلاحم مع الهيكل الخلوي.
تشكل البروتينات الغشائية المدمجة جزءا مهما من البروتينات التي يشفرها الجينوم.

## الأنماط
قائمة بأنماط البروتينات الغشائية المدمجة:
- إنتغرين
- كادهيرين
- مستقبلة الإنسولين
- جزيئات التصاق الخلايا العصبية
- سيليكتين
- بعض أنماط بروتينات التصاق الخلايا cell adhesion
- بعض أنماط بروتينات المستقبلات
- غليكوفورين